# Lista över kyrkliga kulturminnen i Kalmar län
Förteckning över kyrkliga kulturminnen i Kalmar län.

## Borgholms kommun
| Namn                                    | Ursprunglig funktion                                                  | Byggår     | Arkitekt | Plats | Läge                 | Anläggnings-ID | Bild                                                                      |
| --------------------------------------- | --------------------------------------------------------------------- | ---------- | -------- | ----- | -------------------- | -------------- | ------------------------------------------------------------------------- |
| Alböke kyrka (Alböke Kyrka 1:1)         | Kyrka med begravningsplats (1 byggnad)                                | 1862       |          |       | 56.94779, 16.78404   |                | Se fler bilder av denna byggnad · Ladda upp en till bild av denna byggnad |
| Borgholms kyrka (Zeland 2)              | Kyrka med kyrkotomt (1 byggnad)                                       | 1879       |          |       | 56.88023, 16.65624   |                | Se fler bilder av denna byggnad · Ladda upp en till bild av denna byggnad |
| Bredsättra kyrka (Bredsättra kyrka 1:1) | Kyrka med begravningsplats (1 byggnad)                                | 1848       |          |       | 56.84479, 16.79396   |                | Se fler bilder av denna byggnad · Ladda upp en till bild av denna byggnad |
| Böda kyrka (Böda 1:3)                   | Kyrka med begravningsplats (1 byggnad)                                | 1100-talet |          |       | 57.24449, 17.05965   |                | Se fler bilder av denna byggnad · Ladda upp en till bild av denna byggnad |
| Egby kyrka (Egby Kyrka 2:1)             | Kyrka med begravningsplats (1 byggnad)                                | 1100       |          |       | 56.87365, 16.82128   |                | Se fler bilder av denna byggnad · Ladda upp en till bild av denna byggnad |
| Föra kyrka (Föra Kyrka 1:1)             | Kyrka med begravningsplats (1 byggnad)                                | 1828       |          |       | 57.01257, 16.86699   |                | Se fler bilder av denna byggnad · Ladda upp en till bild av denna byggnad |
| Gärdslösa kyrka (Gärdslösa Kyrka 1:1)   | Kyrka med begravningsplats (1 byggnad)                                | 1100-talet |          |       | 56.79352, 16.73782   |                | Se fler bilder av denna byggnad · Ladda upp en till bild av denna byggnad |
| Högby kyrka (Högby 6:1)                 | Kyrka med begravningsplats (1 byggnad)                                | 1871       |          |       | 57.16442, 17.01661   |                | Se fler bilder av denna byggnad · Ladda upp en till bild av denna byggnad |
| Högsrums kyrka (Högsrums Kyrka 1:1)     | Kyrka med begravningsplats (1 byggnad)                                | 1822       |          |       | 56.76607, 16.59604   |                | Se fler bilder av denna byggnad · Ladda upp en till bild av denna byggnad |
| Källa gamla kyrka (Källa 2:1)           | Kyrka med begravningsplats (1 byggnad)                                | 1100-talet |          |       | 57.111389, 16.986389 |                | Se fler bilder av denna byggnad · Ladda upp en till bild av denna byggnad |
| Källa nya kyrka (Vi 3:5)                | Kyrka med begravningsplats (1 byggnad)                                | 1890       |          |       | 57.12140, 16.96614   |                | Se fler bilder av denna byggnad · Ladda upp en till bild av denna byggnad |
| Köpings kyrka (Köpings Kyrka 1:1)       | Kyrka med begravningsplats (1 byggnad)                                | 1955       |          |       | 56.87807, 16.71889   |                | Se fler bilder av denna byggnad · Ladda upp en till bild av denna byggnad |
| Långlöts kyrka (Långlöts Kyrka 1:1)     | Kyrka med begravningsplats (1 byggnad)                                | 1100-talet |          |       | 56.73916, 16.72454   |                | Se fler bilder av denna byggnad · Ladda upp en till bild av denna byggnad |
| Löts kyrka, Öland (Löt 1:8)             | Kyrka med begravningsplats (1 byggnad)                                | 1842       |          |       | 56.91820, 16.83801   |                | Se fler bilder av denna byggnad · Ladda upp en till bild av denna byggnad |
| Persnäs kyrka (Persnäs Kyrka 1:1)       | Kyrka med begravningsplats (1 byggnad)                                | 1100-talet |          |       | 57.06731, 16.93120   |                | Se fler bilder av denna byggnad · Ladda upp en till bild av denna byggnad |
| Runstens kyrka (Runstens kyrka 1:1)     | Kyrka med begravningsplats (1 byggnad)                                | 1841       |          |       | 56.69921, 16.69947   |                | Se fler bilder av denna byggnad · Ladda upp en till bild av denna byggnad |
| Räpplinge kyrka (Räpplinge 16:6)        | Kyrka med begravningsplats (1 byggnad)                                | 1100-talet |          |       | 56.82851, 16.66477   |                | Se fler bilder av denna byggnad · Ladda upp en till bild av denna byggnad |
| Sankt Elavi kapell (Passaden 2)         | Gravkapell med begravningsplats (1 byggnad)                           | 1971       |          |       | 56.88365, 16.65151   |                | Ladda upp en till bild av denna byggnad                                   |
| Sankt Olofs kapell (Böda-Torp 1:51)     | Kyrka sammanbyggd med församlingshem, Kyrka med kyrkotomt (1 byggnad) | 1976       |          |       | 57.32228, 17.01200   |                | Se fler bilder av denna byggnad · Ladda upp en till bild av denna byggnad |

## Emmaboda kommun
| Namn                                      | Ursprunglig funktion                             | Byggår | Arkitekt | Plats | Läge               | Anläggnings-ID | Bild                                                                      |
| ----------------------------------------- | ------------------------------------------------ | ------ | -------- | ----- | ------------------ | -------------- | ------------------------------------------------------------------------- |
| Algutsboda kyrka (Algutsboda Kyrka 1:1)   | Kyrka med begravningsplats (1 byggnad)           | 1770   |          |       | 56.72288, 15.58308 |                | Se fler bilder av denna byggnad · Ladda upp en till bild av denna byggnad |
| Emmaboda kyrka (Eken 2)                   | Kyrka sammanbyggd med församlingshem (1 byggnad) | 1926   |          |       | 56.63337, 15.53476 |                | Se fler bilder av denna byggnad · Ladda upp en till bild av denna byggnad |
| Långasjö kyrka (Långasjö 4:1)             | Kyrka med begravningsplats (1 byggnad)           | 1794   |          |       | 56.57896, 15.44486 |                | Se fler bilder av denna byggnad · Ladda upp en till bild av denna byggnad |
| Mikaelsgården, Lindås (Emmabo 1:408)      | F d Kyrka                                        | 1973   |          |       | koordinater saknas |                | Ladda upp en till bild av denna byggnad                                   |
| Vissefjärda kyrka (Vissefjärda Kyrka 1:1) | Kyrka med begravningsplats (1 byggnad)           | 1773   |          |       | 56.53328, 15.59946 |                | Se fler bilder av denna byggnad · Ladda upp en till bild av denna byggnad |

## Hultsfreds kommun
| Namn                                  | Ursprunglig funktion                     | Byggår             | Arkitekt             | Plats        | Läge               | Anläggnings-ID | Bild                                                                      |
| ------------------------------------- | ---------------------------------------- | ------------------ | -------------------- | ------------ | ------------------ | -------------- | ------------------------------------------------------------------------- |
| Gårdveda kapell (Gårdveda kapell 1:1) | Kyrka med begravningsplats (1 byggnad)   | 1960               | Arre Essén           | Gårdveda     | 57.36711, 15.74521 |                | Se fler bilder av denna byggnad · Ladda upp en till bild av denna byggnad |
| Hultsfreds kyrka (Kyrkogården 3)      | Kyrka med begravningsplats (3 byggnader) | 1936               | Elis Kjellin         | Hultsfred    | 57.49551, 15.84674 |                | Se fler bilder av denna byggnad · Ladda upp en till bild av denna byggnad |
| Järeda kyrka (Järeda 17:1)            | Kyrka med begravningsplats (1 byggnad)   | 1774               |                      | Järeda       | 57.40358, 15.60295 |                | Se fler bilder av denna byggnad · Ladda upp en till bild av denna byggnad |
| Lönneberga kyrka (Lönneberga 2:1)     | Kyrka med begravningsplats (1 byggnad)   | 1872               | Johan Fredrik Åbom   | Lönneberga   | 57.53488, 15.69429 |                | Se fler bilder av denna byggnad · Ladda upp en till bild av denna byggnad |
| Målilla kyrka (Målilla 2:1)           | Kyrka med begravningsplats (1 byggnad)   | 1822               | Per Wilhelm Palmroth | Målilla      | 57.38631, 15.79610 |                | Se fler bilder av denna byggnad · Ladda upp en till bild av denna byggnad |
| Mörlunda kyrka (Mörlunda 5:1)         | Kyrka med begravningsplats (2 byggnader) | 1840 (invigd 1843) |                      | Mörlunda     | 57.31833, 15.85381 |                | Se fler bilder av denna byggnad · Ladda upp en till bild av denna byggnad |
| Tveta kyrka (Tveta 5:1)               | Kyrka med begravningsplats (2 byggnader) | 1100-talet         |                      | Tveta socken | 57.32496, 15.81337 |                | Se fler bilder av denna byggnad · Ladda upp en till bild av denna byggnad |
| Vena kyrka (Vena kyrka 1:2)           | Kyrka med begravningsplats (1 byggnad)   | 1799               | Jacob Wulff          | Vena         | 57.52348, 15.96730 |                | Se fler bilder av denna byggnad · Ladda upp en till bild av denna byggnad |
| Virserums kyrka (Kyrkan 1)            | Kyrka med begravningsplats (2 byggnader) | 1881               |                      | Virserum     | 57.31906, 15.58548 |                | Se fler bilder av denna byggnad · Ladda upp en till bild av denna byggnad |

## Högsby kommun
| Namn                                | Ursprunglig funktion                             | Byggår | Arkitekt | Plats | Läge               | Anläggnings-ID | Bild                                                                      |
| ----------------------------------- | ------------------------------------------------ | ------ | -------- | ----- | ------------------ | -------------- | ------------------------------------------------------------------------- |
| Berga kyrka (Annebergstorpet 1:35)  | Kyrka sammanbyggd med församlingshem (1 byggnad) | 1959   |          |       | 57.21826, 16.04135 |                | Se fler bilder av denna byggnad · Ladda upp en till bild av denna byggnad |
| Fagerhults kyrka (Fagerhult 34:1)   | Kyrka med begravningsplats (1 byggnad)           | 1894   |          |       | 57.14886, 15.66451 |                | Se fler bilder av denna byggnad · Ladda upp en till bild av denna byggnad |
| Fågelfors kyrka (Stora Klobo 1:224) | Kyrka med begravningsplats (1 byggnad)           | 1884   |          |       | 57.20733, 15.85465 |                | Se fler bilder av denna byggnad · Ladda upp en till bild av denna byggnad |
| Högsby kyrka (Högsby 8:1)           | Kyrka med begravningsplats (1 byggnad)           | 1300   |          |       | 57.16434, 16.02530 |                | Se fler bilder av denna byggnad · Ladda upp en till bild av denna byggnad |
| Långemåla kyrka (Långemåla 2:39)    | Kyrka med begravningsplats (1 byggnad)           | 1832   |          |       | 57.08078, 16.17854 |                | Se fler bilder av denna byggnad · Ladda upp en till bild av denna byggnad |

## Kalmar kommun
| Namn                                  | Ursprunglig funktion                             | Byggår     | Arkitekt        | Plats | Läge               | Anläggnings-ID | Bild                                                                      |
| ------------------------------------- | ------------------------------------------------ | ---------- | --------------- | ----- | ------------------ | -------------- | ------------------------------------------------------------------------- |
| Arby kyrka (Arby Kyrka 1:1)           | Kyrka med begravningsplats (1 byggnad)           | 1100-talet |                 |       | 56.56677, 16.12246 |                | Se fler bilder av denna byggnad · Ladda upp en till bild av denna byggnad |
| Dörby kyrka (Dörby Kyrka 1:1)         | Kyrka med begravningsplats (1 byggnad)           | 1200-talet |                 |       | 56.67162, 16.23320 |                | Se fler bilder av denna byggnad · Ladda upp en till bild av denna byggnad |
| Förlösa kyrka (Förlösa Kyrka 1:1)     | Kyrka med begravningsplats (1 byggnad)           | 1858       |                 |       | 56.74781, 16.25319 |                | Se fler bilder av denna byggnad · Ladda upp en till bild av denna byggnad |
| Hagby kyrka (Hagby Kyrka 1:1)         | Kyrka med begravningsplats (1 byggnad)           | 1100-talet |                 |       | 56.55465, 16.17674 |                | Se fler bilder av denna byggnad · Ladda upp en till bild av denna byggnad |
| Halltorps kyrka (Halltorps Kyrka 1:1) | Kyrka med begravningsplats (1 byggnad)           | 1200-talet |                 |       | 56.49927, 16.11016 |                | Se fler bilder av denna byggnad · Ladda upp en till bild av denna byggnad |
| Heliga Korsets kyrka                  | Kyrka med begravningsplats (1 byggnad)           | 1963       |                 |       | 56.67642, 16.34265 |                | Se fler bilder av denna byggnad · Ladda upp en till bild av denna byggnad |
| Hossmo kyrka (Hossmo Kyrka 2:1)       | Kyrka med begravningsplats (1 byggnad)           | 1100-talet |                 |       | 56.63717, 16.22523 |                | Se fler bilder av denna byggnad · Ladda upp en till bild av denna byggnad |
| Kalmar domkyrka (Domkyrkan 1)         | Kyrka (1 byggnad)                                | 1682       |                 |       | 56.66450, 16.36537 |                | Se fler bilder av denna byggnad · Ladda upp en till bild av denna byggnad |
| Karlslunda kyrka (Påryd 1:124)        | Kyrka med begravningsplats (1 byggnad)           | 1818       |                 |       | 56.56871, 15.91750 |                | Se fler bilder av denna byggnad · Ladda upp en till bild av denna byggnad |
| Kläckeberga kyrka (Kläckeberga 1:1)   | Kyrka med begravningsplats (1 byggnad)           | 1200-talet |                 |       | 56.70763, 16.28732 |                | Se fler bilder av denna byggnad · Ladda upp en till bild av denna byggnad |
| Ljungby kyrka (Ljungby Kyrka 1:1)     | Kyrka med begravningsplats (1 byggnad)           | 1100-talet |                 |       | 56.63244, 16.16901 |                | Se fler bilder av denna byggnad · Ladda upp en till bild av denna byggnad |
| Mortorps kyrka (Mortorps kyrka 1:1)   | Kyrka med begravningsplats (1 byggnad)           | 1200-talet |                 |       | 56.58838, 16.08477 |                | Se fler bilder av denna byggnad · Ladda upp en till bild av denna byggnad |
| Ryssby kyrka (Ryssby Kyrka 1:1)       | Kyrka med begravningsplats (1 byggnad)           | 1750       |                 |       | 56.80198, 16.35137 |                | Se fler bilder av denna byggnad · Ladda upp en till bild av denna byggnad |
| Sankt Johannes kyrka (Älgen 2)        | Kyrka (1 byggnad)                                | 1980       |                 |       | 56.66354, 16.32866 |                | Se fler bilder av denna byggnad · Ladda upp en till bild av denna byggnad |
| Sankt Olofs kyrka (Harby 3:21)        | Kyrka sammanbyggd med församlingshem (1 byggnad) | 1925       |                 |       | 56.70070, 16.11874 |                | Ladda upp en till bild av denna byggnad                                   |
| Sankta Birgitta kyrka (Valhall 20)    | Kyrka (1 byggnad)                                | 1975       |                 |       | 56.69127, 16.34216 |                | Se fler bilder av denna byggnad · Ladda upp en till bild av denna byggnad |
| Simon Garvares kapell (Kroppkakan 3)  | Garveri                                          | 1978       |                 |       | koordinater saknas |                | Ladda upp en bild av denna byggnad                                        |
| Två Systrars kapell (Kvartsen 2)      | Kapell (1 byggnad)                               | 1984       | Anders Berglund |       | 56.70343, 16.35829 |                | Se fler bilder av denna byggnad · Ladda upp en till bild av denna byggnad |
| Voxtorps kyrka (Voxtorps Kyrka 1:1)   | Kyrka med begravningsplats (1 byggnad)           | 1240       |                 |       | 56.53840, 16.14253 |                | Se fler bilder av denna byggnad · Ladda upp en till bild av denna byggnad |
| Åby kyrka (Åby Kyrka 1:1)             | Kyrka med begravningsplats (1 byggnad)           | 1774       |                 |       | 56.78116, 16.28699 |                | Se fler bilder av denna byggnad · Ladda upp en till bild av denna byggnad |

## Mönsterås kommun
| Namn                              | Ursprunglig funktion                        | Byggår     | Arkitekt | Plats | Läge               | Anläggnings-ID | Bild                                                                      |
| --------------------------------- | ------------------------------------------- | ---------- | -------- | ----- | ------------------ | -------------- | ------------------------------------------------------------------------- |
| Fliseryds kyrka (Åby 1:96)        | Kyrka med begravningsplats (1 byggnad)      | 1818       |          |       | 57.12251, 16.26486 |                | Se fler bilder av denna byggnad · Ladda upp en till bild av denna byggnad |
| Gamla kyrkogården (Mönsterås 3:5) | Gravkapell med begravningsplats (1 byggnad) | 1890-talet |          |       | 57.04742, 16.44319 |                | Ladda upp en till bild av denna byggnad                                   |
| Mönsterås kyrka (Skriften 1)      | Kyrka med begravningsplats (1 byggnad)      | 1847       |          |       | 57.04288, 16.44635 |                | Se fler bilder av denna byggnad · Ladda upp en till bild av denna byggnad |
| Ålems kyrka (Ålem 16:1)           | Kyrka med begravningsplats (1 byggnad)      | 1832       |          |       | 56.95581, 16.40394 |                | Se fler bilder av denna byggnad · Ladda upp en till bild av denna byggnad |

## Mörbylånga kommun
| Namn                                            | Ursprunglig funktion                   | Byggår     | Arkitekt | Plats | Läge                 | Anläggnings-ID | Bild                                                                      |
| ----------------------------------------------- | -------------------------------------- | ---------- | -------- | ----- | -------------------- | -------------- | ------------------------------------------------------------------------- |
| Algutsrums kyrka (Algutsrums kyrka 1:1)         | Kyrka med begravningsplats (1 byggnad) | 1822       |          |       | 56.678889, 16.528333 |                | Se fler bilder av denna byggnad · Ladda upp en till bild av denna byggnad |
| Glömminge kyrka (Glömminge kyrka 1:1)           | Kyrka med begravningsplats (1 byggnad) | 1100-talet |          |       | 56.718889, 16.533611 |                | Se fler bilder av denna byggnad · Ladda upp en till bild av denna byggnad |
| Gräsgårds kyrka (Gräsgårds Kyrka 1:1)           | Kyrka med begravningsplats (1 byggnad) | 1100-talet |          |       | 56.30956, 16.50804   |                | Se fler bilder av denna byggnad · Ladda upp en till bild av denna byggnad |
| Gårdby kyrka (Gårdby kyrka 1:1)                 | Kyrka med begravningsplats (1 byggnad) | 1841       |          |       | 56.600833, 16.636944 |                | Se fler bilder av denna byggnad · Ladda upp en till bild av denna byggnad |
| Hulterstads kyrka (Hulterstads Kyrka 1:1)       | Kyrka med begravningsplats (1 byggnad) | 1200       |          |       | 56.44942, 16.56755   |                | Se fler bilder av denna byggnad · Ladda upp en till bild av denna byggnad |
| Kastlösa kyrka (Kastlösa Kyrka 1:1)             | Kyrka med begravningsplats (1 byggnad) | 1856       |          |       | 56.45856, 16.42922   |                | Se fler bilder av denna byggnad · Ladda upp en till bild av denna byggnad |
| Mörbylånga kyrka (Mörbylånga Kyrka 1:1)         | Kyrka med begravningsplats (1 byggnad) | 1813       |          |       | 56.51966, 16.39839   |                | Se fler bilder av denna byggnad · Ladda upp en till bild av denna byggnad |
| Norra Möckleby kyrka (Bröttorp 13:1)            | Kyrka med begravningsplats (1 byggnad) | 1832       |          |       | 56.64742, 16.67924   |                | Se fler bilder av denna byggnad · Ladda upp en till bild av denna byggnad |
| Nådens kapell (Färjestaden 1:6)                 | Kapell (1 byggnad)                     | 1976       |          |       | 56.64800, 16.47193   |                | Se fler bilder av denna byggnad · Ladda upp en till bild av denna byggnad |
| Resmo kyrka (Resmo Kyrka 1:1)                   | Kyrka med begravningsplats (1 byggnad) | 1100-talet |          |       | 56.54133, 16.44387   |                | Se fler bilder av denna byggnad · Ladda upp en till bild av denna byggnad |
| Sandby kyrka (Sandby 1:1)                       | Kyrka med begravningsplats (1 byggnad) | 1863       |          |       | 56.58074, 16.64107   |                | Se fler bilder av denna byggnad · Ladda upp en till bild av denna byggnad |
| Segerstads kyrka (Segerstad 1:1)                | Kyrka med begravningsplats (1 byggnad) | 1843       |          |       | 56.36137, 16.53643   |                | Se fler bilder av denna byggnad · Ladda upp en till bild av denna byggnad |
| Smedby kyrka (Smedby Kyrka 1:1)                 | Kyrka med begravningsplats (1 byggnad) | 1853       |          |       | 56.40703, 16.43244   |                | Se fler bilder av denna byggnad · Ladda upp en till bild av denna byggnad |
| Stenåsa kyrka (Stenåsa Kyrka 1:1)               | Kyrka med begravningsplats (1 byggnad) | 1838       |          |       | 56.51448, 16.60086   |                | Se fler bilder av denna byggnad · Ladda upp en till bild av denna byggnad |
| Södra Möckleby kyrka (Södra Möckleby Kyrka 1:1) | Kyrka med begravningsplats (1 byggnad) | 1851       |          |       | 56.35647, 16.42163   |                | Se fler bilder av denna byggnad · Ladda upp en till bild av denna byggnad |
| Torslunda kyrka (Torslunda 4:48)                | Kyrka med begravningsplats (1 byggnad) | 1776       |          |       | 56.63328, 16.51524   |                | Se fler bilder av denna byggnad · Ladda upp en till bild av denna byggnad |
| Ventlinge kyrka (Ventlinge Kyrka 1:1)           | Kyrka med begravningsplats (1 byggnad) | 1100-talet |          |       | 56.28397, 16.40803   |                | Se fler bilder av denna byggnad · Ladda upp en till bild av denna byggnad |
| Vickleby kyrka (Vickleby kyrka 1:1)             | Kyrka med begravningsplats (1 byggnad) | 1100-talet |          |       | 56.57715, 16.46007   |                | Se fler bilder av denna byggnad · Ladda upp en till bild av denna byggnad |
| Ås kyrka (Ås Kyrka 1:1)                         | Kyrka med begravningsplats (1 byggnad) | 1100-talet |          |       | 56.23836, 16.44891   |                | Se fler bilder av denna byggnad · Ladda upp en till bild av denna byggnad |

## Nybro kommun
| Namn                                            | Ursprunglig funktion                   | Byggår | Arkitekt | Plats | Läge               | Anläggnings-ID | Bild                                                                      |
| ----------------------------------------------- | -------------------------------------- | ------ | -------- | ----- | ------------------ | -------------- | ------------------------------------------------------------------------- |
| Bäckebo kyrka (Bäckebo 9:1)                     | Kyrka med begravningsplats (1 byggnad) | 1847   |          |       | 56.88825, 16.06585 |                | Se fler bilder av denna byggnad · Ladda upp en till bild av denna byggnad |
| Flemmingelands kapell (Flemmingeland 1:5)       | Kyrka (1 byggnad)                      | 1933   |          |       | 56.82241, 15.82454 |                | Ladda upp en till bild av denna byggnad                                   |
| Hälleberga kyrka (Hälleberga kyrka 1:1)         | Kyrka med kyrkotomt (1 byggnad)        | 1979   |          |       | 56.86674, 15.68383 |                | Se fler bilder av denna byggnad · Ladda upp en till bild av denna byggnad |
| Kristvalla kyrka (Kristvalla Kyrka 1:1)         | Kyrka med begravningsplats (1 byggnad) | 1795   |          |       | 56.81697, 16.03741 |                | Se fler bilder av denna byggnad · Ladda upp en till bild av denna byggnad |
| Kråksmåla kyrka (Kråksmåla Kyrka 1:1)           | Kyrka med begravningsplats (1 byggnad) | 1762   |          |       | 57.02222, 15.85325 |                | Se fler bilder av denna byggnad · Ladda upp en till bild av denna byggnad |
| Madesjö kyrka (Madesjö Kyrka 1:2)               | Kyrka med begravningsplats (1 byggnad) | 1757   |          |       | 56.74130, 15.88138 |                | Se fler bilder av denna byggnad · Ladda upp en till bild av denna byggnad |
| Nybro kyrka (Lejonet 3)                         | Kyrka (1 byggnad)                      | 1934   |          |       | 56.74396, 15.91717 |                | Se fler bilder av denna byggnad · Ladda upp en till bild av denna byggnad |
| Oskars kyrka (Oskars Kyrka 1:2)                 | Kyrka med begravningsplats (1 byggnad) | 1870   |          |       | 56.62061, 15.83202 |                | Se fler bilder av denna byggnad · Ladda upp en till bild av denna byggnad |
| Sankt Sigfrids kyrka (Sankt Sigfrids Kyrka 1:1) | Kyrka (1 byggnad)                      | 1888   |          |       | 56.69332, 16.00680 |                | Se fler bilder av denna byggnad · Ladda upp en till bild av denna byggnad |
| Örsjö kyrka (Örsjö 1:56)                        | Kyrka med begravningsplats (1 byggnad) | 1893   |          |       | 56.70010, 15.75275 |                | Se fler bilder av denna byggnad · Ladda upp en till bild av denna byggnad |

## Oskarshamns kommun
| Namn                                            | Ursprunglig funktion                             | Byggår     | Arkitekt | Plats | Läge               | Anläggnings-ID | Bild                                                                      |
| ----------------------------------------------- | ------------------------------------------------ | ---------- | -------- | ----- | ------------------ | -------------- | ------------------------------------------------------------------------- |
| Bockara kyrka (Bockara 22:1)                    | Kyrka med begravningsplats (1 byggnad)           | 1940       |          |       | 57.26052, 16.05739 |                | Se fler bilder av denna byggnad · Ladda upp en till bild av denna byggnad |
| Döderhults kyrka (Kyrkbacken 2)                 | Kyrka med begravningsplats (1 byggnad)           | 1776       |          |       | 57.26780, 16.40308 |                | Se fler bilder av denna byggnad · Ladda upp en till bild av denna byggnad |
| Figeholms kyrka (Staren 11)                     | Kyrka sammanbyggd med församlingshem (1 byggnad) | 1919       |          |       | 57.37305, 16.54699 |                | Ladda upp en till bild av denna byggnad                                   |
| Ishults kapell (Fridhems kapell) (Hökfors 1:11) | Kapell (1 byggnad)                               | 1863       |          |       | 57.48303, 16.26876 |                | Ladda upp en till bild av denna byggnad                                   |
| Kolbergakyrkan (Kaktusen 20)                    | Församlingshem, Med kyrkorum (1 byggnad)         | 1967       |          |       | 57.27529, 16.47149 |                | Ladda upp en bild av denna byggnad                                        |
| Kristdala kyrka (Malghult 2:181)                | Kyrka med begravningsplats (3 byggnader)         | 1783       |          |       | 57.39852, 16.19949 |                | Se fler bilder av denna byggnad · Ladda upp en till bild av denna byggnad |
| Misterhults kyrka (Misterhult 1:90)             | Kyrka med begravningsplats (5 byggnader)         | 1790       |          |       | 57.46490, 16.54643 |                | Se fler bilder av denna byggnad · Ladda upp en till bild av denna byggnad |
| Oskarshamns stadskyrka (Oskarshamn 3:3)         | Kyrka med begravningsplats (1 byggnad)           | 1876       |          |       | 57.26330, 16.45111 |                | Se fler bilder av denna byggnad · Ladda upp en till bild av denna byggnad |
| Påskallaviks kyrka (Emmekalv 2:2)               | Kyrka med begravningsplats (1 byggnad)           | 1850-talet |          |       | 57.15904, 16.46452 |                | Se fler bilder av denna byggnad · Ladda upp en till bild av denna byggnad |

## Torsås kommun
| Namn                                                          | Ursprunglig funktion                             | Byggår | Arkitekt | Plats | Läge               | Anläggnings-ID | Bild                                                                      |
| ------------------------------------------------------------- | ------------------------------------------------ | ------ | -------- | ----- | ------------------ | -------------- | ------------------------------------------------------------------------- |
| Bergkvara kapell (Bergkvara 2:20)                             | Kapell (1 byggnad)                               | 1959   |          |       | 56.38782, 16.07460 |                | Se fler bilder av denna byggnad · Ladda upp en till bild av denna byggnad |
| Gullabo kyrka (Gullabo Kyrka 1:1)                             | Kyrka med begravningsplats (1 byggnad)           | 1805   |          |       | 56.46375, 15.80798 |                | Se fler bilder av denna byggnad · Ladda upp en till bild av denna byggnad |
| Strömsbergs kapell (Strömsberg 1:20)                          | Kyrka sammanbyggd med församlingshem (1 byggnad) | 1918   |          |       | 56.40496, 15.83367 |                | Ladda upp en bild av denna byggnad                                        |
| Söderåkra kyrka (Sofia Magdalena kyrka) (Söderåkra Kyrka 1:2) | Kyrka med begravningsplats (1 byggnad)           | 1797   |          |       | 56.44583, 16.07178 |                | Se fler bilder av denna byggnad · Ladda upp en till bild av denna byggnad |
| Torsås kyrka (Torsås Kyrka 1:1)                               | Kyrka med begravningsplats (1 byggnad)           | 1780   |          |       | 56.41479, 15.99445 |                | Se fler bilder av denna byggnad · Ladda upp en till bild av denna byggnad |

## Vimmerby kommun
| Namn                               | Ursprunglig funktion                     | Byggår   | Arkitekt | Plats | Läge               | Anläggnings-ID | Bild                                                                      |
| ---------------------------------- | ---------------------------------------- | -------- | -------- | ----- | ------------------ | -------------- | ------------------------------------------------------------------------- |
| Djursdala kyrka (Djursdala 20:1)   | Kyrka med begravningsplats (2 byggnader) | 1692     |          |       | 57.76944, 15.85593 |                | Se fler bilder av denna byggnad · Ladda upp en till bild av denna byggnad |
| Frödinge kyrka (Frödinge 59:1)     | Kyrka med begravningsplats (3 byggnader) | 1744     |          |       | 57.69872, 16.00038 |                | Se fler bilder av denna byggnad · Ladda upp en till bild av denna byggnad |
| Locknevi kyrka (Locknevi 4:1)      | Kyrka med begravningsplats (2 byggnader) | 1903     |          |       | 57.79746, 16.07868 |                | Se fler bilder av denna byggnad · Ladda upp en till bild av denna byggnad |
| Pelarne kyrka (Pelarne 5:1)        | Kyrka med begravningsplats (3 byggnader) | 1200-tal |          |       | 57.62714, 15.71258 |                | Se fler bilder av denna byggnad · Ladda upp en till bild av denna byggnad |
| Rumskulla kyrka (Rumskulla 5:1)    | Kyrka med begravningsplats (1 byggnad)   | 1838     |          |       | 57.67584, 15.59159 |                | Se fler bilder av denna byggnad · Ladda upp en till bild av denna byggnad |
| Storebro kyrka (Sjundekvill 1:196) | Kyrka med kyrkotomt (1 byggnad)          | 1969     |          |       | 57.59002, 15.83981 |                | Se fler bilder av denna byggnad · Ladda upp en till bild av denna byggnad |
| Södra Vi kyrka (Vi 92:1)           | Kyrka med begravningsplats (1 byggnad)   | 1755     |          |       | 57.74354, 15.79995 |                | Se fler bilder av denna byggnad · Ladda upp en till bild av denna byggnad |
| Tuna kyrka (Tuna 1:3)              | Kyrka med begravningsplats (3 byggnader) | 1893     |          |       | 57.56624, 16.13243 |                | Se fler bilder av denna byggnad · Ladda upp en till bild av denna byggnad |
| Vimmerby kyrka (Kyrkoplan 1)       | Kyrka (1 byggnad)                        | 1855     |          |       | 57.66574, 15.85795 |                | Se fler bilder av denna byggnad · Ladda upp en till bild av denna byggnad |

## Västerviks kommun
| Namn                                                   | Ursprunglig funktion                     | Byggår     | Arkitekt | Plats     | Läge               | Anläggnings-ID | Bild                                                                      |
| ------------------------------------------------------ | ---------------------------------------- | ---------- | -------- | --------- | ------------------ | -------------- | ------------------------------------------------------------------------- |
| Andreas kapell (Nätet 171)                             | Kyrka sammanbyggd med församlingshem     | 1975       |          |           | koordinater saknas |                | Ladda upp en bild av denna byggnad                                        |
| Ankarsrums kyrka (Ankarsrum 1:20)                      | Kyrka med begravningsplats (2 byggnader) | 1918       |          |           | 57.69917, 16.34014 |                | Ladda upp en bild av denna byggnad                                        |
| Blackstads kyrka (Rörsberg 5:1)                        | Kyrka med begravningsplats (2 byggnader) | 1793       |          |           | 57.79321, 16.19126 |                | Se fler bilder av denna byggnad · Ladda upp en till bild av denna byggnad |
| Dalhems kyrka (Dalhems Prästgård 1:14)                 | Kyrka med begravningsplats (1 byggnad)   | 1878       |          |           | 57.98720, 16.18532 |                | Se fler bilder av denna byggnad · Ladda upp en till bild av denna byggnad |
| Gamleby kyrka (Gamleby 4:27)                           | Kyrka med begravningsplats (3 byggnader) | 1200-talet |          |           | 57.89644, 16.39913 |                | Se fler bilder av denna byggnad · Ladda upp en till bild av denna byggnad |
| Gladhammars kyrka (Lunden 1:34)                        | Kyrka (2 byggnader)                      | 1886       |          |           | 57.70969, 16.45231 |                | Se fler bilder av denna byggnad · Ladda upp en till bild av denna byggnad |
| Gunnebo kyrka (Gunnebo 1:65)                           | Kyrka                                    | 1960       |          |           | koordinater saknas |                | Ladda upp en bild av denna byggnad                                        |
| Hallingebergs kyrka (Pila 1:1)                         | Kyrka med begravningsplats (4 byggnader) | 1760       |          |           | 57.83105, 16.24809 |                | Se fler bilder av denna byggnad · Ladda upp en till bild av denna byggnad |
| Hjorteds kyrka (Hjorteds Kyrka 1:1)                    | Kyrka med begravningsplats (2 byggnader) | 1780       |          |           | 57.61946, 16.30800 |                | Se fler bilder av denna byggnad · Ladda upp en till bild av denna byggnad |
| Jenny kapell (Skeppssättningen 1)                      | Kapell (3 byggnader)                     | 1933       |          |           | 57.76698, 16.57559 |                | Se fler bilder av denna byggnad · Ladda upp en till bild av denna byggnad |
| Johannes kapell (Johannesberg 4)                       | Kapell                                   | 1973       |          |           | koordinater saknas |                | Ladda upp en bild av denna byggnad                                        |
| Lofta kyrka (Lofta Kyrka 1:1)                          | Kyrka med begravningsplats (1 byggnad)   | 1837       |          |           | 57.93645, 16.46343 |                | Se fler bilder av denna byggnad · Ladda upp en till bild av denna byggnad |
| Loftahammars kyrka (Tångered 5:1)                      | Kyrka med begravningsplats (1 byggnad)   | 1764       |          |           | 57.90766, 16.69962 |                | Se fler bilder av denna byggnad · Ladda upp en till bild av denna byggnad |
| Odensvi kyrka (Odensvi Prästgård 2:1)                  | Kyrka med begravningsplats (2 byggnader) | 1778       |          | Odensvi   | 57.89700, 16.16824 |                | Se fler bilder av denna byggnad · Ladda upp en till bild av denna byggnad |
| Sankt Nikolai kapell (Påskliljan 1)                    | Kapell                                   | 1989       |          |           | koordinater saknas |                | Ladda upp en bild av denna byggnad                                        |
| Sankt Petri kyrka (Västervik 4:48)                     | Kyrka (1 byggnad)                        | 1905       |          | Västervik | 57.75585, 16.63901 |                | Se fler bilder av denna byggnad · Ladda upp en till bild av denna byggnad |
| Sankta Gertruds kyrka (Västervik 4:14)                 | Kyrka med begravningsplats (1 byggnad)   | 1469       |          |           | 57.75956, 16.63412 |                | Se fler bilder av denna byggnad · Ladda upp en till bild av denna byggnad |
| Törnsfalls kyrka (Törnsfalls Prästgård 1:3)            | Kyrka med begravningsplats (1 byggnad)   | 1200-talet |          |           | 57.80328, 16.46350 |                | Se fler bilder av denna byggnad · Ladda upp en till bild av denna byggnad |
| Ukna kyrka (Ukna Kyrka 1:1)                            | Kyrka med begravningsplats (2 byggnader) | 1838       |          |           | 58.07944, 16.35128 |                | Se fler bilder av denna byggnad · Ladda upp en till bild av denna byggnad |
| Västra Eds kyrka (Ed 1:49)                             | Kyrka med begravningsplats (2 byggnader) | 1863       |          |           | 58.01414, 16.47550 |                | Se fler bilder av denna byggnad · Ladda upp en till bild av denna byggnad |
| Västrums kyrka (f.d. Gladhammars kapell) (Västrum 4:1) | Kyrka med kyrkotomt (2 byggnader)        | 1800       |          |           | 57.65950, 16.57371 |                | Se fler bilder av denna byggnad · Ladda upp en till bild av denna byggnad |
| Överums kyrka (Överum 1:3)                             | Kyrka med begravningsplats (1 byggnad)   | 1872       |          |           | 57.98782, 16.31885 |                | Se fler bilder av denna byggnad · Ladda upp en till bild av denna byggnad |